# Challenger de Wrocław 2015
El torneo Wrocław Open 2015, fue un torneo profesional de tenis. Perteneció al ATP Challenger Tour 2015. Se disputó su 1ª edición sobre superficie dura, en Breslavia, Polonia entre el 16 y el 22 de febrero de 2015.

## Jugadores participantes del cuadro de individuales
| Favorito | País                  | Jugador              | Rank1 | Posición en el torneo |
| -------- | --------------------- | -------------------- | ----- | --------------------- |
| 1        | Bandera de Lituania   | Ričardas Berankis    | 79    | Semifinales           |
| 2        | Bandera de Bélgica    | Steve Darcis         | 115   | Semifinales           |
| 3        | Bandera de Uzbekistán | Farrukh Dustov       | 118   | CAMPEÓN               |
| 4        | Bandera de Kazajistán | Aleksandr Nedovyesov | 119   | Primera ronda         |
| 5        | Bandera de Alemania   | Matthias Bachinger   | 121   | Primera ronda         |
| 6        | Bandera de Ucrania    | Illya Marchenko      | 135   | Cuarto de final       |
| 7        | Bandera de Alemania   | Michael Berrer       | 150   | Cuarto de final       |
| 8        | Bandera de Bélgica    | Niels Desein         | 155   | Primera ronda         |

- 1 Se ha tomado en cuenta el ranking del 9 de febrero de 2015.

### Otros participantes
Los siguientes jugadores recibieron una invitación (wild card), por lo tanto ingresan directamente al cuadro principal (WC):
- Michał Dembek
- Hubert Hurkacz
- Andriej Kapaś
- Kamil Majchrzak

Los siguientes jugadores ingresan al cuadro principal tras disputar el cuadro clasificatorio (Q):
- Mirza Bašić
- Laslo Djere
- Frederik Nielsen
- Maximilian Marterer

## Campeones

### Individual Masculino
- Farrukh Dustov derrotó en la final a  Mirza Bašić por 6–3, 6–4

### Dobles Masculino
- Philipp Petzschner /  Tim Pütz derrotaron en la final a  Frank Dancevic /  Andriej Kapaś por 7–6(7–4), 6–3